# Classe Marconi (sommergibile)
La classe Marconi fu una classe di sommergibili della Regia Marina costruita negli anni immediatamente precedenti la seconda guerra mondiale costruita nei cantieri CRDA di Monfalcone.
Fu la prima classe di sommergibili italiani sulla quale fu sperimentata la saldatura elettrica, sebbene limitatamente al fasciame dello scafo resistente.

## Unità
Le unità della classe Marconi furono:
- Alessandro Malaspina

- Leonardo da Vinci

- Luigi Torelli

- Maggiore Baracca

- Michele Bianchi

- Guglielmo Marconi

Durante il secondo conflitto mondiale operarono quasi esclusivamente in Atlantico, dove si dimostrarono i sommergibili italiani di maggior successo: ottennero infatti il discreto risultato di 39 mercantili affondati per 222.643 tonnellate di stazza lorda (cui si aggiunge un solo affondamento in Mediterraneo, quello del cacciatorpediniere Escort ad opera del Marconi), cui il gemello Da Vinci contribuì per 17 bastimenti e 120.243 tsl, risultando in assoluto il miglior sommergibile italiano. 
Nella primavera del 1943 l'unico superstite della classe, il Torelli, fu trasformato in sommergibile da trasporto materiali preziosi e inviato in Estremo Oriente; lì fu catturato in seguito all'armistizio.